# Америка Чавес
Аме́рика Ча́вес (англ. America Chavez), также известная под своим псевдонимом Мисс Аме́рика (англ. Miss America) — супергероиня, появляющаяся в американских комиксах издательства Marvel Comics. Чавес была создана Джо Кейси и Ником Драготтой и стала вторым персонажем, взявшим псевдоним Мисс Америка, после Мэдлин Джойс. Она впервые появилась в комиксе «Месть» № 1 в сентябре 2011 года, затем присоединилась к Юным Мстителям, а в марте 2017 года получила собственную серию комиксов «Америка» под авторством Габби Риверы. Будучи лесбиянкой, Чавес стала первым ЛГБТ-персонажем Marvel латиноамериканского происхождения, получившим сольный комикс.
Сочил Гомес исполнила роль Америки Чавес в фильме «Доктор Стрэндж: В мультивселенной безумия» (2022), действие которого происходит в медиафраншизе «Кинематографическая вселенная Marvel».

## История публикаций
Америка Чавес дебютировала в ограниченной серии «Месть» 2011 года под авторством Джо Кейси и Ника Драготты. Позже Чавес появилась в серии комиксов «Юные Мстители» 2013 года Кирона Гиллена и Джейми МакКелви, а также в линейке комиксов «Отряд М» 2015 года Дж. Уиллоу Уилсон, Маргариты Беннетт и Хорхе Молины. Начиная с октября 2015 года, Чавес начала появляться в серии «Безупречные» Эла Юинга и Кеннета Рокафорта в рамках инициативы «Совершенно новой, Совершенно другой Marvel». На Нью-Йоркском Comic Con 2016 года стало известно, что Америка Чавес получит свою первую сольную серию комиксов — под названием «Америка». Эта серия, написанная латиноамериканской писательницей Габби Риверой, началась в марте 2017 года и завершилась в апреле 2018 года. В августе 2018 года Чавес присоединилась к Мстителям Западного побережья в серии писательницы Келли Томпсон и художника Стефано Казелли.

## Вымышленная биография
Америка Чавес была воспитана своими матерями в Утопической Параллели, реальности, которая находится вне времени и охраняется существом, известным как Демиург. Она унаследовала или впитала некоторые или все свои сверхспособности из-за магического присутствия Демиурга. Когда Америке было примерно шесть лет, Утопической Параллели угрожало разрушение. Её матери пожертвовали собой, чтобы запечатать чёрные дыры, в результате чего частицы их тел были развеяны по всей мультивселенной. Зная, что Утопия в безопасности, Америка желала проявить себя как героиня и сбежала из дома. Она стала путешествовать по разным реальностям, в конце концов приняла прозвище Мисс Америка и начала тайно действовать как супергероиня.
Мисс Америка присоединилась к Бригаде подростков и стала лидером группы вместе с Абсолютным Обнулителем. Вместе с Бригадой она освободила Посредника из правительственного изолятора в Грум-Лейк, штат Невада. Бригада узнала от Посредника о планах Юных повелителей зла, которые пытались завербовать Ребёнка Локи. Он отправил Америку в Шестое измерение, где она сражалась с Тиборо и была спасена Последними Защитниками, Женщиной-Халк и Дэймоном Хэллстромом под командованием Посредника. Она присоединилась к товарищам по команде в Латверии, где они сражались с Браак’нхудом, Юными повелителями и Доктором Думом. Битва закончилась, когда Абсолютный Обнулитель выстрелил в Посредника. Подростковая бригада скрытно удалилась. Мисс Америка позже ушла из Подростковой бригады из-за «музыкальных разногласий».
Покинув Подростковую бригаду, Америка Чавес отправилась на Землю-212, а позже к ней обратился подросток-обманщик Локи. Он притворился и попытался убедить Америку убить Виккана на благо мультивселенной. Испытывая отвращение, Мисс Америка решает сразиться с Локи и защитить Виккана. На Земле-616 Америка Чавес помешала Локи атаковать Виккана с помощью магии. В бой вмешивается Халклинг, но Мисс Америка и Локи быстро сбегают. Мисс Америка спасла Халклинга, Виккана и Локи от Матери, межпространственного паразита, пробуждённого одним из заклинаний Локи. В комиксе «Юные Мстители» № 15 Америка открыто рассказывает команде, что её не интересуют мужчины, а поцелуй с Абсолютным Обнулителем она списывает на эксперимент. Позже она начинает встречаться с Лизой, врачом скорой помощи. Америка Чавес также была влюблена в леди Кэтрин из рода Бишоп, альтернативную версию Кейт Бишоп, и у них были близкие отношения.
Во время «Секретных войн» Америка Чавес появляется как член Отряда М, женской команды Мстителей. Когда мегалодон нападает на островное государство Аркадия, Чавес перебрасывает мегалодона через Щит, стену, разделяющую границы Аркадии, тем самым нарушая законы Короля Дума. Впоследствии Америку арестовывают и приговаривают к пожизненному обереганию Щита.
После событий «Секретных войн» Америка Чавес присоединяется к недавно сформированной команде Безупречных по приглашению Синего Чуда. Чавес также поступает в Университет Сотомайор, где учится в одной группе с Вундеркиндом, бывшим товарищем по Юным Мстителям.

## Силы и способности
Америка Чавес обладает сверхчеловеческой силой и выносливостью, а также способностью летать. Чавес также умеет открывать звездообразные порталы в реальности для путешествий по мультивселенной и другим реальностям. Мисс Америка способна двигаться со сверхчеловеческой скоростью, так как способна догнать и почти преодолеть скорость света, которую демонстрирует Спектр. Америка Чавес развила способность одним ударом превращать врага в крошечные звёздные осколки. В моменты крайнего напряжения она испускает проекцию большой звезды, испускающую мощный энергетический взрыв, способный ранить, например, Капитан Марвел.

## Другие версии
В возможном будущем, показанном во втором томе серии «Соколиный глаз», взрослая Америка Чавес является членом «Щ.И.Т.а» и приняла мантию Капитана Америки.

## Вне комиксов

### Кинематографическая вселенная Marvel
- Америка Чавес дебютировала в фильме «Доктор Стрэндж: В мультивселенной безумия» (2022), действие которого происходит в медиафраншизе «Кинематографическая вселенная Marvel». Её роль исполняет канадская актриса Сочил Гомес[5].

### Телевидение
- Сьерра Рамирес озвучила Америку Чавес в двух эпизодах анимационного сериала «Marvel Rising[англ.]» и специальном эпизоде[35][36][37].

### Видеоигры
- Америка Чавес появляется как потенциальный игровой персонаж в игре «LEGO Marvel Мстители»[38].
- Америка Чавес появляется в DLC «Женщины Marvel» для игры «Pinball FX 2»[39][40].
- Америка Чавес в озвучке Сандры Эспинозы появилась в качестве потенциального игрового персонажа в «Marvel Академия Мстителей» во время события «A-Force»[41][42].
- Америка Чавес появляется как возможный игровой персонаж в «Marvel: Future Fight».
- Америка Чавес появляется как потенциальный игровой персонаж в «Marvel Puzzle Quest»[43].
- Америка Чавес появляется как возможный игровой персонаж в «LEGO Marvel Super Heroes 2».
- Америка Чавес появляется в качестве игрового персонажа в мобильном приложении «Marvel Strike Force».
- Америка Чавес появляется в качестве игрового персонажа в «Marvel: Contest of Champions».

### Веб-сериал
- Сьерра Рамирес озвучила Америку Чавес в анимационном комиксе «Marvel Rising: Ultimate Comics»[35].

### Настольные игры
- Америка Чавес появляется в настольной игре «Marvel United» производства CMON Limited[англ.][44].